# Sanjūsangen-dō

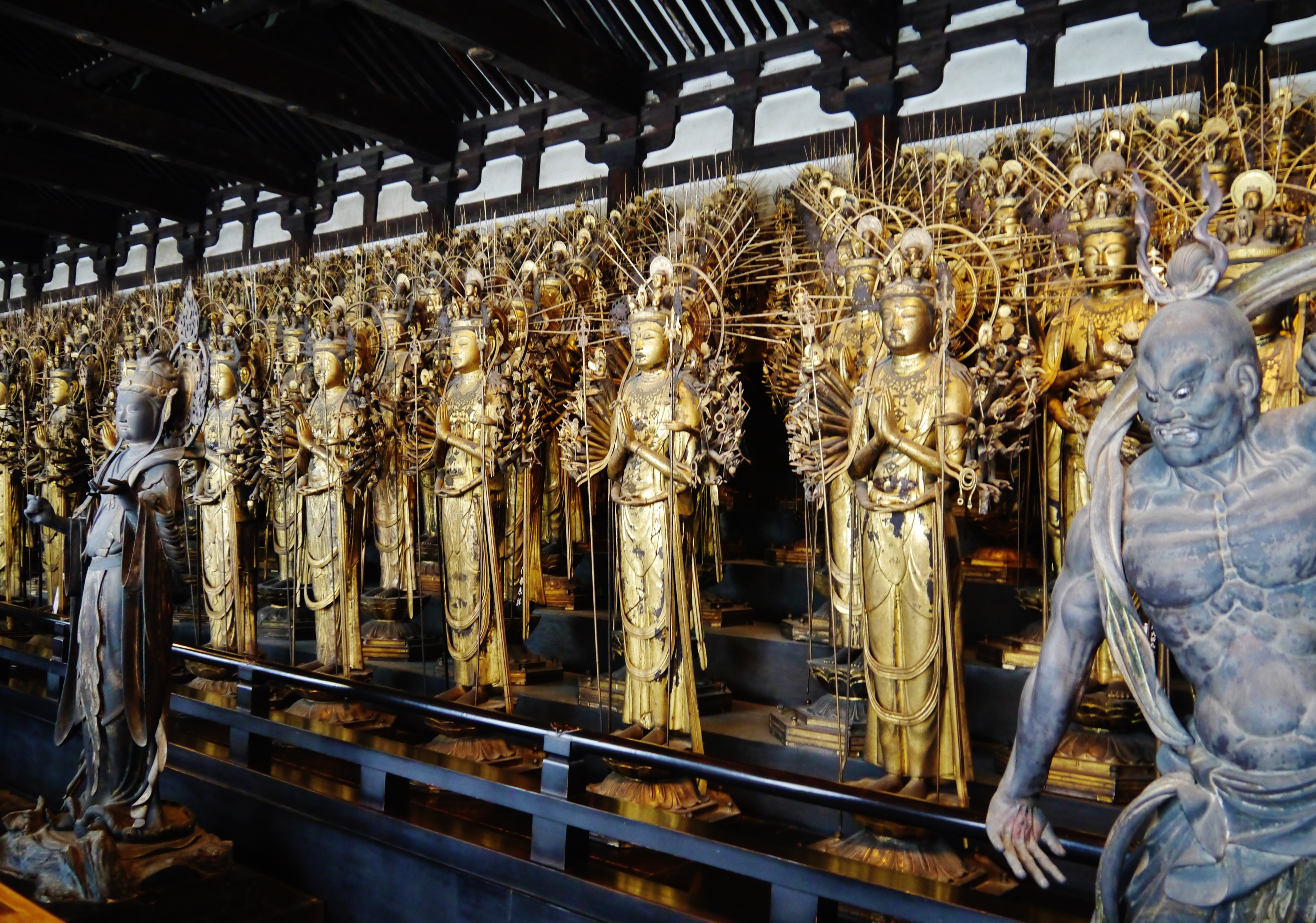
Rzeźby Kannon w głównym holu

Sanjūsangen-dō (jap. 三十三間堂 Sanjūsangen-dō) – pawilon z trzydziestoma trzema przęsłami – buddyjska świątynia sekty Tendai, mieszcząca się w Kioto, w dzielnicy Higashiyama. Właściwa nazwa świątyni to Rengeō-in (jap. 蓮華王院 Rengeō-in) – hol Króla Lotosu, popularna nazwa bierze się od trzydziestu trzech przęseł dzielących 120-metrową ścianę świątyni. Główną częścią obiektu jest hol mieszczący 1001 posągów Tysiącrękiej Kannon, której świątynia jest dedykowana. Zarówno świątynia, jak i znajdujące się w niej rzeźby są wpisane na listę Narodowych Skarbów Japonii.

## Historia
Świątynia została założona w 1164 roku z polecenia Kiyomoriego Tairy dla eks-cesarza Go-Shirakawy. Pierwotnie w jej wnętrzu mieścił się posąg Buddy oraz 1000 złoconych rzeźb Kannon. Świątynia spłonęła w 1249 roku. Została odbudowana w 1266 roku na zlecenie eks-cesarza Go-Fukakusy. W centralnym miejscu hali ustawiono trzymetrowy posąg przedstawiający Tysiącręką Kannon, wykonany przez Tankeia, zaś po obu jego stronach stanęło 1000 mniejszych rzeźb przedstawiających Kannon. 124 z nich pochodziły z okresu powstania świątyni, pozostałe wykonano w okresie Kamakura.
Hideyoshi Toyotomi, chcąc upodobnić świątynie do Pawilonu Wielkiego Buddy w Narze, zbudował pawilon od północnej strony świątyni i otoczył cały teren murem.
Według podań, w 1604 roku świątynia była miejscem pojedynku między Musashim Miyamoto a Denshichirō Yoshioką.

## Zewnętrze świątyni
Świątynia ma jedną kondygnację i reprezentuje pochodzący z Japonii styl wayo. Długość budynku to 120 metrów, podzielona trzydziestoma trzema przęsłami, którym świątynia zawdzięcza swoją potoczną nazwę. Szerokość to 16,5 metra. Budynek otoczony jest werandą. Dach jest spadzisty, zakrzywiony w górę na rogach. Świątynia otoczona jest ziemnym murem, w którym znajdują się dwie bramy. Mur oraz południowa brama datowane są na rok 1590 i reprezentują styl Momoyama. 
Teren wokół świątyni porastają wierzby. Ich gałęzie wykorzystywane są podczas corocznego rytuały oczyszczenia.

## Wnętrze świątyni

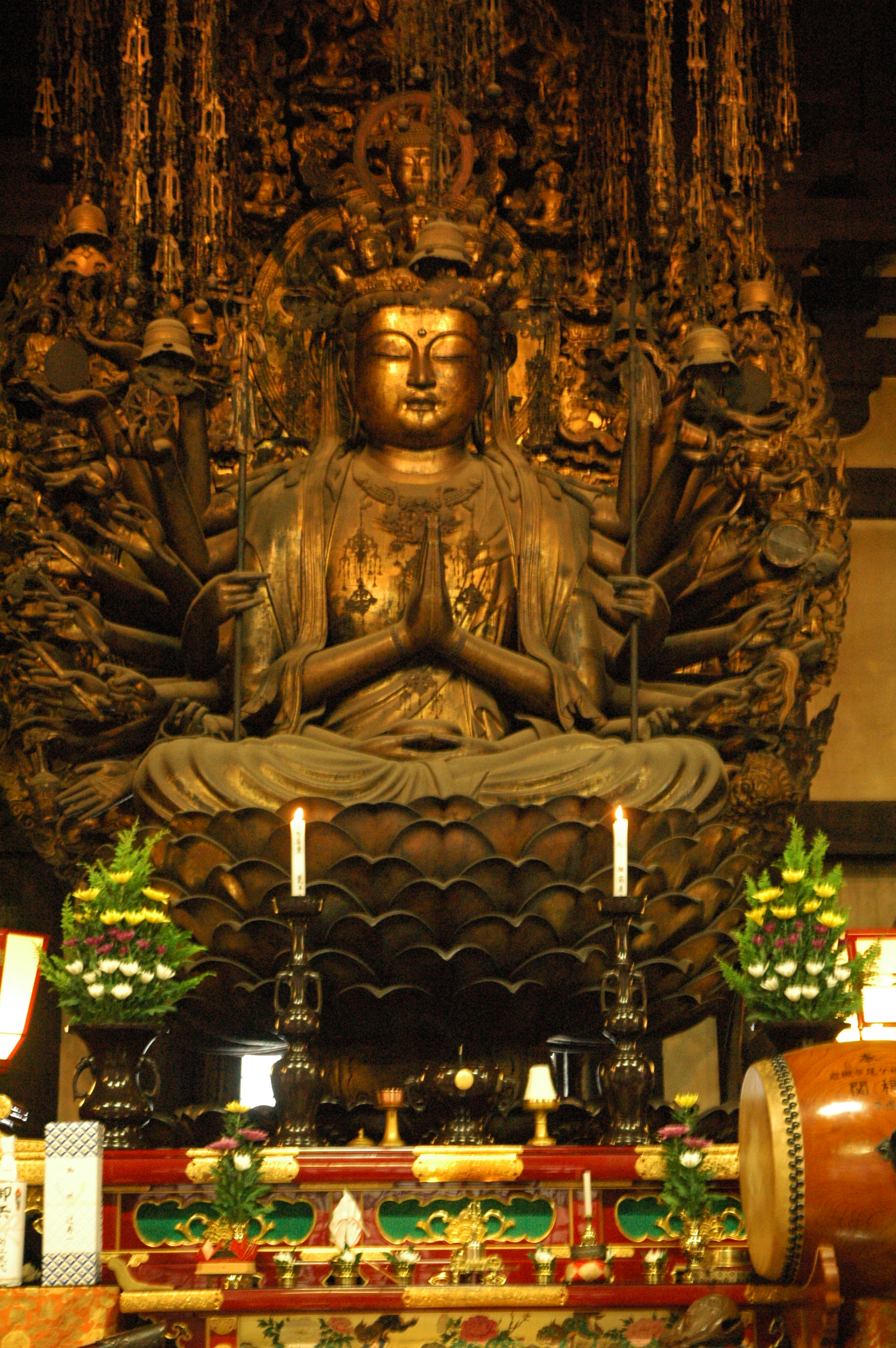
Posąg Tysiącrękiej Kannon autorstwa Tenkeia

Na środku holu mieści się posąg Tysiącrękiej Kannon. Na głowie posągu znajduje się korona z dziesięciu głów – bodhisattwa zwykle przedstawiana jest z 11 twarzami. Głowę posągu otacza nimb zawierający 31 wizerunków Buddy. Oprócz dwóch zwykłych ramion, których dłonie złożone są do modlitwy, posąg wyposażony jest w 20 par dodatkowych, z których każde trzyma sakralny przedmiot. Każda z dłoni symbolizuje 25 dłoni, co przy 40 dodatkowych ramionach daje w rezultacie 1000 rąk, którym bóstwo zawdzięcza swoją nazwę. Postać siedzi na kwiecie lotosu.
Po obu stronach głównego posągu, w dziesięciu rzędach stoją mniejsze rzeźby Kannon. Jest ich łącznie 1000, z czego 124 pochodzą sprzed pożaru w 1249 roku. Mają wysokość 1,7 metra. Są niemal identyczne, główne różnice to mimika oraz fałdy na szatach. Wykonane zostały przez zespół rzeźbiarzy, na wielu z nich można znaleźć podpisów autorów, wśród nich są Tankei oraz jego uczeń Koen.
Przed rzędami Kannon na podwyższeniach stoi 28 posągów o wysokości 1,6 metra, przedstawiających bóstwa podległe Kannon – źródeł tych postaci należy szukać w hinduizmie. Są to:
- Naraenkengo-ō
- Misshaku-kongōrikishi

- Tōhō-ten (Tohoten)
- Birurokusha-tennō
- Birubakusha-tennō
- Bishamonten
- Daibon-tennō
- Taishaku-ten
- Daibenkudoku-ten
- Mawara-nyo (Mawara-ō)
- Jinmo-ten
- Konpira-ō
- Manzensha-ō
- Hippakara-ō
- Gobujōgo-ten
- Konjikikujyaku-ō
- Sanshitai-shō
- Nandaryu-ō
- Sakararyu-ō
- Karura-ō
- Kondai-ō
- Mansen-ō
- Magoraka-ō
- Makeishūra-ō

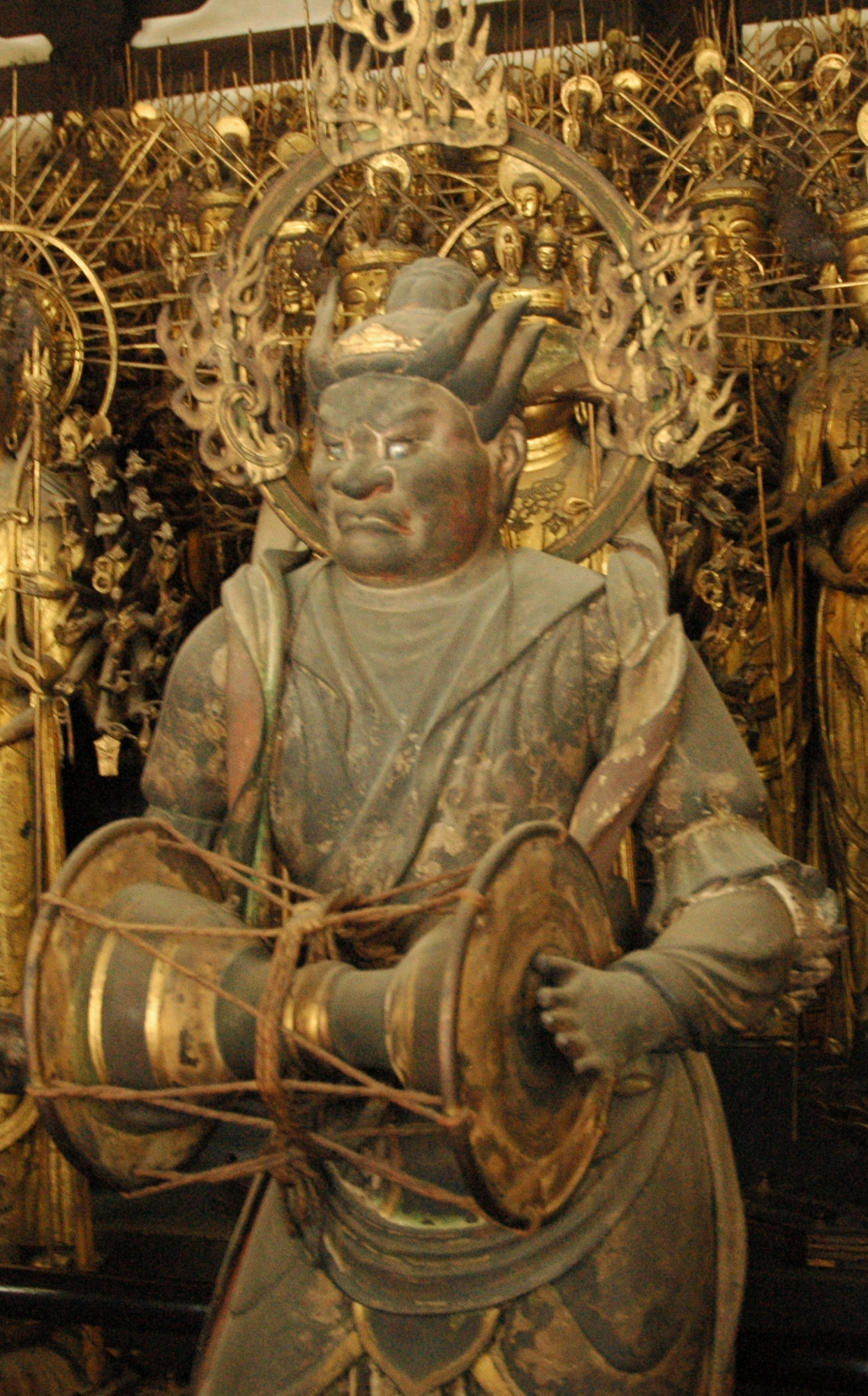
Jedno z 28 bóstw strażniczych – Kinnara-ō, w tle posągi Kannon

- Kendabba-ō (Kendappa, Sendan Kendatsuba)
- Ashura-ō (Shura)
- Kinnara-ō
- Basū (Basu, Basūsen  Basusen, Basuusen, Basusennin, Basusen-nin)

Po obu stronach holu stoją rzeźby boga wiatru Fūjina i boga gromu Raijina. Umieszczone są na platformach w kształcie chmury. Posągi mają około metra wysokości.
Wszystkie rzeźby wykonane są z drewna cyprysowego, pomalowanego lub pokrytego złotem. Użyto techniki yosegi-zukuri, przy której najpierw rzeźbi się elementy składowe, które następnie są łączone i pokrywane laką. Oczy figur wykonano z kwarcu.

## Turniej tōshiya

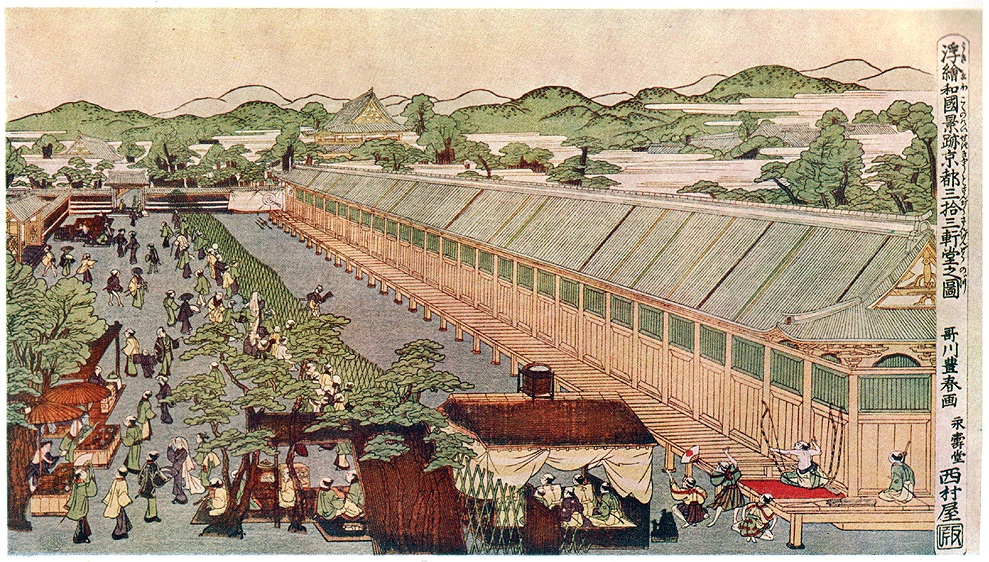
Drzeworyt ukiyo-e przedstawiający turniej

Od 1606 roku świątynia była miejscem rozgrywania turniejów łuczniczych tōshiya. Łucznicy strzelali z pozycji siedzącej na zewnętrznym korytarzu świątyni na dystans około 120 metrów, ale utrudnieniem były belki sufitowe świątyni, które nie pozwalały strzelać zbyt wysoko. Odbywały się cztery główne typy zawodów:
- Hyaku-i (jap. 百射 ひゃくい; sto strzałów) – wystrzeliwano 100 strzał[8].
- Sen-i (jap. 千射 せんい; tysiąc strzałów) – wystrzeliwano 1000 strzał[8].
- Hiyakazu (jap. 日矢数 ひやかず; dzienna liczba strzał) – łucznicy strzelali przez 12 godzin, w tej konkurencji brali udział młodzi chłopcy[3].
- Ōyakazu (jap. 大矢数 おおやかず; duża liczba strzał) – chronologicznie pierwsza z konkurencji, pozostałe trzy pojawiły się z czasem. Łucznicy strzelali przez 24 godziny. W ciągu 255 lat, od 1606 roku do 1861 roku, tę konkurencję rozegrano 823 razy, w tym niektórzy łucznicy podchodzili do niej wielokrotnie. Pierwszym, który podjął się wyzwania, był Asaoka Heibi, który trafił 51 razy. Od 1623 roku, kiedy strzelał Yoshida Ōkura, notuje się również liczbę wystrzelonych strzał – Ōkura uzyskał 1333 trafienia na 2087 strzały. Dwa najlepsze wyniki to: Hoshino Kanzaemon w 1669 roku, z rezultatem 8 000 trafień na 10 542 strzały, oraz Wasa Daihachirō w 1686 roku z wynikiem 8 133 trafień na 13 053 strzały)[3][8][9].

Ze względu na popularność turnieju, w Edo oraz innych miejscach ustawiono kopię gmachu Sanjūsangen-dō.
Współcześnie, w drugą niedzielę stycznia każdego roku przy świątyni rozgrywany jest turniej Ōmato, związany z osiągnięciem dojrzałości. Biorą w nim udział osoby kończące 20 lat. Łucznicy strzelają na dystans 60-metrów. Szczególną popularnością cieszą się zawody kobiet, które na tę okazję ubierają się w barwne kimona.